# Orbite géostationnaire
Pour les articles homonymes, voir GEO.
Pour des articles plus généraux, voir Orbite terrestre et Orbite géosynchrone.

Point géostationnaire en vert sur l'orbite en vis-à-vis du point brun sur la Terre.

Une orbite géostationnaire (en abrégé GEO, geostationary orbit) est une orbite terrestre circulaire (excentricité nulle) caractérisée par une période orbitale (durée d'une orbite) égale à la période de rotation de la planète Terre et une inclinaison orbitale nulle (donc une orbite dans le plan équatorial). Cette orbite est fréquemment utilisée par des satellites terrestres car elle leur permet de rester en permanence au-dessus du même point de l'équateur : dans cette position, le satellite est visible depuis tous les points de l'hémisphère terrestre qui lui fait face, et inversement les instruments du satellite peuvent observer en permanence cet hémisphère.
Ces propriétés de l'orbite géostationnaire sont exploitées en particulier par les satellites de télécommunications qui peuvent ainsi servir de relais permanent entre des stations émettrices et des stations réceptrices pour des liaisons téléphoniques, informatiques ou la diffusion de programmes de télévision, et les satellites météorologiques qui peuvent enregistrer en permanence l'évolution des nuages et températures sur une grande partie de la surface de notre planète.
Dans le cas de la Terre, l'orbite géostationnaire se situe à une altitude de 35 786 km au-dessus de la surface. L'orbite géostationnaire est un cas particulier de l'orbite géosynchrone caractérisée par une période orbitale égale à la période de rotation de la Terre mais sans contrainte sur l'inclinaison.

## Caractéristiques

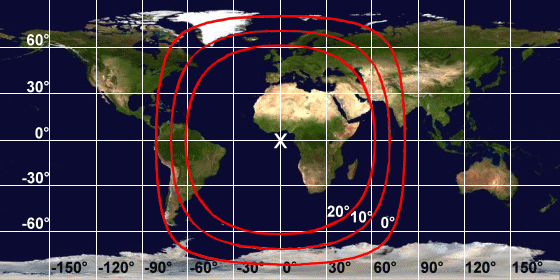
Couverture d'un satellite géostationnaire : celui-ci peut communiquer avec des stations situées sur la moitié de la sphère terrestre. Toutefois la qualité des signaux se dégrade à la périphérie de la zone de visibilité.

En plus de la caractéristique de l'orbite géosynchrone qui fait qu'un corps se trouvant sur cette orbite possède une période de révolution très exactement égale à la période de rotation de la Terre sur elle-même (23 heures 56 minutes et 4,1 secondes), l'orbite géostationnaire s'inscrit dans le plan équatorial de la Terre. Cette propriété supplémentaire fait que tout corps en orbite géostationnaire paraît immobile par rapport à tout point de la Terre.
Cette caractéristique est particulièrement importante pour les satellites de télécommunications ou de diffusion de télévision. La position du satellite semblant immobile, un équipement de réception muni d'une antenne fixe pointant dans la direction du satellite géostationnaire suffira pour capter ses émissions. Pour la couverture de l'Europe, c'est principalement Eutelsat qui assure cette mission avec de nombreux satellites en orbite. Cette orbite est également utilisée pour l'observation de la Terre depuis une position fixe dans l'espace. C'est le cas pour les satellites météorologiques géostationnaires, dont les Meteosat pour l'Europe.
Les satellites géostationnaires sont nécessairement situés à la verticale ("au zénith") d'un point de l'équateur ou, en d'autres termes, situés dans le plan équatorial de la Terre, et à l'altitude requise. On entend parfois parler abusivement de « satellite géostationnaire au-dessus de l'Europe » : il faut entendre par là « satellite en orbite géostationnaire visible depuis l'Europe ».

## Historique

### Un concept inventé par les écrivains de science-fiction

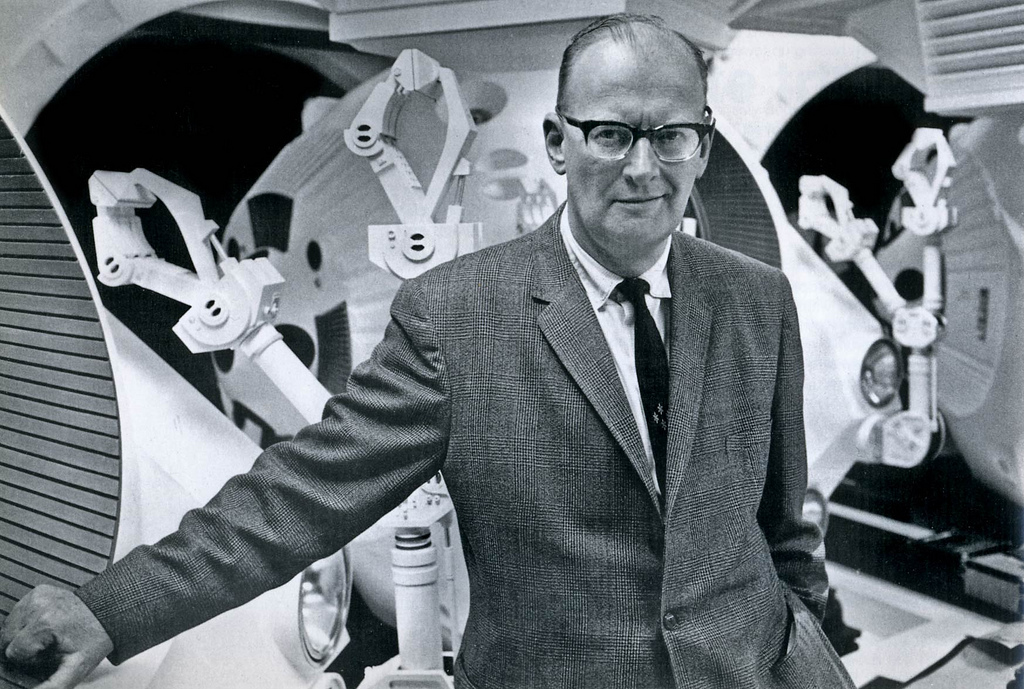
L'écrivain de science-fiction britannique Arthur C. Clarke est le premier à décrire de manière détaillée en 1945 le rôle que pourrait jouer l'orbite géostationnaire pour les télécommunications.

En 1929, Herman Potočnik décrit les caractéristiques d'une orbite géosynchrone et du cas particulier de l'orbite géostationnaire terrestre dont il envisage l'utilisation par les stations spatiales. Dans la littérature populaire, l'orbite géostationnaire est mentionnée pour la première fois dans la littérature populaire par George O. Smith dans la nouvelle Korvus's message is sent du recueil de nouvelles The Complete Venus Equilateral mais Smith ne fournit pas de détail. L'écrivain de science-fiction britannique Arthur C. Clarke est véritablement le premier à populariser et détailler le concept dans un article intitulé Extra-Terrestrial Relays – Can Rocket Stations Give Worldwide Radio Coverage? publié en 1945 dans le périodique Wireless World. Dans l'introduction, Clarke reconnaît le lien avec l'ouvrage de Smith et a reconnu qu'il est donc possible que les nouvelles de cet auteur l'aient influencé de manière subconsciente lorsqu'il a exposé les principes des satellites de télécommunications en orbite géosynchrones,. L'orbite, que Clarke a été le premier décrit comme étant particulièrement adaptée pour les satellites de télécommunications (relais et diffusion) est parfois désignée comme l'orbite de Clarke. Une constellation de satellites placés sur cette orbite est également appelée ceinture de Clarke. Techniquement l'orbite est appelée soit orbite géostationnaire soit orbite géostationnaire équatoriale (dans ce dernier cas en anglais).

### Le premier satellite géostationnaire

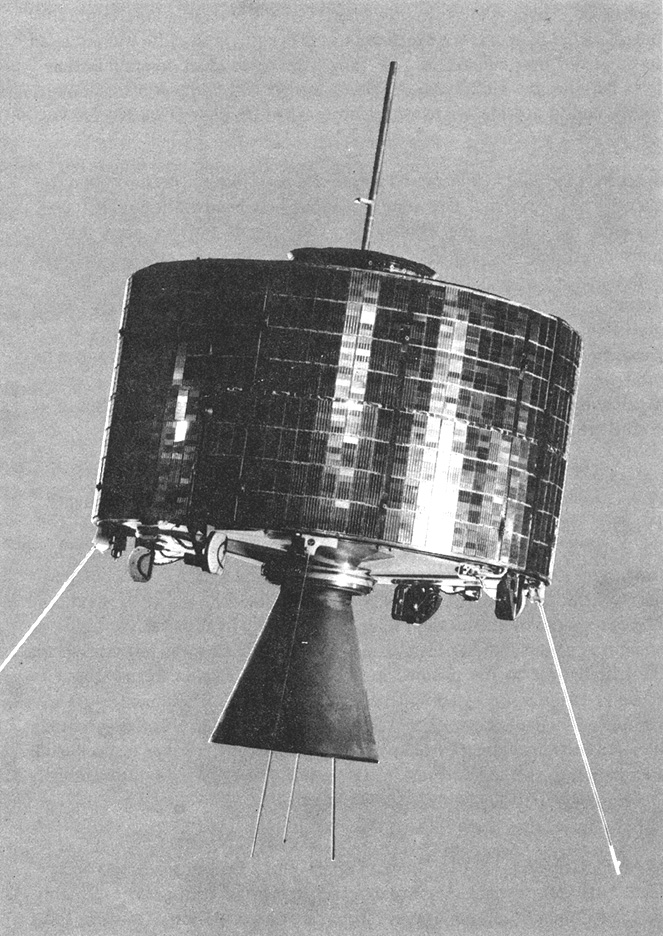
Syncom 2, placé en orbite en 1963, est le premier satellite géosynchrone.

La première génération de satellites géostationnaires a été conçue en 1959 par Harold Rosen alors qu'il était employé par la société Hughes Aircraft. Inspiré par le premier satellite artificiel Spoutnik 1, son objectif était d'utiliser le satellite géostationnaire pour permettre une couverture globale des communications. Les systèmes de télécommunications de l'époque, qui reposaient sur la radio à haute fréquence et les câbles sous-marins ne permettaient que 136 communications simultanées entre l'Europe et les États-Unis.
À l'époque, c'est-à-dire au début de l'ère spatiale, on considérait que les fusées disponibles n'avaient pas la puissance requise pour placer un satellite sur une orbite géostationnaire et que de toute façon la durée de vie de ce dernier, du fait de sa complexité, était trop courte pour justifier les dépenses engagées. Aussi les recherches dans le domaine des communications spatiales portaient à l'époque sur le développement de constellations de satellites en orbite basse ou moyenne. Le premier de ces projets fut la série des ballons réflecteur Echo en 1960, suivis par le satellite Telstar 1 en 1962. Malgré les limites de ces projets (faiblesse du signal renvoyé et difficulté à maintenir une liaison continue) qui auraient pu être résolues en utilisant un satellite géostationnaire, le management de Hughes, qui considérait que le concept était irréalisable, refusait d'y consacrer les fonds nécessaires. Rosen dut les menacer de passer chez le concurrent Raytheon pour que Hughes change d'avis,.
En 1961, Rosen et son équipe étaient parvenus à réaliser un prototype de satellite : de forme cylindrique, celui-ci avait un diamètre de 76 centimètres pour une hauteur de 38 centimètres et une masse de 11,3 kilogrammes. Il était suffisamment léger et petit pour pouvoir être placé sur une orbite géostationnaire par les lanceurs existants. Il était stabilisé par rotation (spinné) et disposait d'une antenne dipolaire produisant une onde en forme de galette. En aout 1961, la construction d'un premier satellite opérationnel put être lancée. Le premier exemplaire, Syncom 1, fut perdu à la suite d'une défaillance de l'électronique, mais Syncom 2 réussit à atteindre l'orbite géosynchrone en 1963. Malgré l'inclinaison orbitale de son orbite (son inclinaison n'était pas nulle, il oscillait en latitude) qui nécessitait de modifier de manière continue le pointage des antennes terrestres, il fut capable de retransmettre les émissions de télévisions et permit au président américain John F. Kennedy d'appeler le premier ministre du Nigeria Abubakar Tafawa Balewa depuis un navire le 23 août 1963,.
Le premier satellite placé en orbite géostationnaire fut Syncom 3, lancé par une fusée Delta D en 1964. Grâce à une bande passante élargie, ce satellite fut à même de retransmettre en Amérique les Jeux olympiques d'été de Tokyo (Japon).

## Utilisation contemporaine
En 2021, il y avait 565 satellites circulant sur une orbite géostationnaire ou géosynchrone (ces derniers sont très minoritaires). Ces satellites servent principalement de relais de communications (satellite de télécommunications) ou assurant des tâches de télédétection (satellite météorologique, satellite d'alerte avancée),,.

### Satellites de télécommunications
L'avantage des satellites de télécommunications circulant en orbite géostationnaire est qu'ils sont visibles sur une grande partie de l'hémisphère qui leur fait face : de 81° de latitude nord à 81° de latitude sud (les régions proches des pôles sont donc exclues) et sur 81 degrés en latitude de part et d'autre de la position du satellite (ce qui exclut une frange à l'est et à l'ouest). Pour les stations terrestres qui émettent et reçoivent les signaux, le satellite semble fixe dans le ciel et l'antenne peut être pointée de manière permanente dans la même direction, ce qui réduit fortement sa complexité et donc son coût. Toutefois, l'altitude élevée du satellite génère un délai (latence) perceptible dans le temps de transmission de la communication. Le signal met 240 millisecondes pour aller de son émetteur terrestre au satellite et la même durée pour revenir au récepteur. Ce délai constitue une gêne pour toutes les applications sensibles à la latence. C'est le cas notamment de la téléphonie et des applications informatiques. Aussi les satellites de télécommunications circulant sur une orbite géostationnaire sont utilisés principalement par des applications unidirectionnelles comme la diffusion de chaines de télévision.

### Satellites météorologiques
Les satellites météorologiques en orbite géostationnaire peuvent suivre de manière continue l'évolution des phénomènes météorologiques qui se développent sur l'hémisphère qui leur fait face soit environ 40 % de la surface terrestre. Ils emportent des spectromètres et des caméras qui recueillent des images principalement dans les spectres visibles et infrarouges. Ils constituent une source d'informations idéale pour les phénomènes météorologiques à grande échelle dans le domaine de la météorologie, l'hydrologie et l'océanographie. Les images répétitives fournies (fréquence de l'ordre de quelques minutes pour les satellites les plus récents) permettent d'identifier dès leur apparition et de suivre le développement des phénomènes météorologiques tels que les ouragans, tempêtes, tornades et crues violentes ainsi que les variations des conditions météorologiques au fil de la journée. Par contre, du fait de leur altitude, la résolution spatiale des images collectées est faible (au mieux quelques centaines de mètres) par rapport aux satellites circulant sur une orbite basse. Aussi ces données sont complétées par des images recueillies par des satellites circulant en orbite polaire. Les satellites météorologiques sont développés par les agences nationales des principales puissances spatiales (États-Unis, Europe, Chine, Inde, Japon). En 2019, il existait 19 satellites météorologiques sur cette orbite.

## Cycle de vie des satellites en orbite géostationnaire terrestre

### Lancement en orbite géostationnaire
Le placement d'un satellite en orbite géostationnaire est une opération complexe qui peut prendre plusieurs semaines sinon plusieurs mois. Après avoir quitté l'atmosphère au sommet d'un lanceur, le satellite est accéléré jusqu'à être sur l'orbite de transfert géostationnaire. Cette opération est généralement menée par le dernier étage du lanceur. Cette orbite de transfert est au plus bas (périgée) à environ 180 km d'altitude et au plus haut (apogée) à 36 000 km. C'est généralement à ce stade que se termine le contact entre la société de lancement et le satellite qui, en même temps, est séparé du dernier étage de son lanceur. Le satellite doit alors terminer sa mise en orbite en utilisant sa propre propulsion (ergols ou ions) pour terminer la circularisation de son orbite à 36 000 km d'altitude en tout point.

### Maintien à poste
L'orbite géostationnaire d'un satellite n'est pas stable car elle est perturbée par plusieurs forces. Les plus importantes sont les irrégularités gravitationnelles et du potentiel géodynamique de la Terre, la pression de radiation solaire et l'attraction lunaire. L'orbite est modifiée dans le sens est-ouest mais aussi nord-sud (variation de l'inclinaison). Le maintien en position géostationnaire nécessite donc des manœuvres de correction d'orbite dans les deux directions nord-sud et est-ouest. Compte tenu de l'encombrement de l'orbite géostationnaire terrestre, les conventions internationales exigent que le satellite soit maintenu dans sa position avec un écart maximum compris entre 0,05° à 0,1° dans les deux directions, soit de 35 à 75 kilomètres au niveau de l'orbite.

### Fin de vie
Les manœuvres ayant pour objectif de maintenir l'orbite du satellite consomment des ergols et l'épuisement de ceux-ci est la cause principale de fin de vie du satellite. Lorsqu'un satellite en orbite géostationnaire arrive en fin de vie, il ne peut plus être contrôlé pour rester rigoureusement géostationnaire. On le fait alors dériver vers une orbite très proche, dite « orbite cimetière », où il va rester comme débris spatial pour une durée indéterminée. S'il est livré à lui-même, il dérivera vers un point stable. Il est généralement demandé aux contrôleurs de satellites d'utiliser les quelques kilogrammes d'ergols restants (si le satellite est toujours manœuvrable) pour le repositionner sur cette orbite de rebut, lui évitant ensuite de rester trop proche des autres satellites en activité et d'occuper une position qui sera réutilisée dans le futur par de nouveaux satellites. Ensuite, il est demandé de couper tous les circuits électriques, évitant qu'il n'interfère avec les autres satellites près desquels il va passer, ainsi que de vider complètement les réservoirs d'ergols afin de se prémunir d'une explosion à la suite d'une éventuelle collision avec un autre objet céleste.
Il existe sur l'orbite géostationnaire deux positions stables pour ce qui concerne les dérives est-ouest situées à 75° E et 105° O. De même, il existe deux positions instables à 11° O et 162° E.

## Calculs

### Altitude de l'orbite géostationnaire
- La seconde loi de Newton donne : {\displaystyle F=m\times a}
- Le mouvement étant circulaire uniforme on a : {\displaystyle a={\frac {v^{2}}{R}}}
- La loi de la gravitation universelle énonce : {\displaystyle F=G\times M_{T}\left({\frac {m_{s}}{R^{2}}}\right)}

avec : 
- {\displaystyle a} est l’accélération du satellite
- {\displaystyle G} est la constante gravitationnelle {\displaystyle G=6,67\cdot 10^{-11}\ {\rm {{m}^{3}\cdot {\rm {{kg}^{-1}\cdot {\rm {{s}^{-2}}}}}}}}
- {\displaystyle M_{T}} est la masse de la Terre {\displaystyle M_{T}=5,9722\cdot 10^{24}\ {\rm {kg}}}
- {\displaystyle m_{s}} est la masse du satellite
- {\displaystyle R=R_{T}+h} tel que :
  - {\displaystyle R_{T}} est le rayon de la Terre à l'équateur {\displaystyle R_{T}=6\;378,14\ {\rm {km}}}
  - {\displaystyle h} est l'altitude du satellite
- {\displaystyle v} est la vitesse tangentielle du satellite

d'où
{\displaystyle {\frac {G\times M_{T}\times m_{s}}{(R_{T}+h)^{2}}}={\frac {m_{s}\times v^{2}}{R_{T}+h}}}
La vitesse, pour une trajectoire circulaire est :
{\displaystyle v={\frac {2\pi (R_{T}+h)}{T}}}
où {\displaystyle T} est la période de révolution du satellite, c’est-à-dire le temps que prend le satellite pour faire un tour autour de la Terre, qui doit être égale à la période de rotation sidérale de la Terre {\displaystyle T=86\;164,1\ {\rm {s}}}.
Après calcul on obtient :
{\displaystyle h=\left({\frac {G\times M_{T}\times T^{2}}{4\pi ^{2}}}\right)^{\frac {1}{3}}-R_{T}} soit {\displaystyle h=35\;786\ {\rm {km}}}.
Par conséquent, le rayon de l'orbite géostationnaire vaut {\displaystyle R=42\;164\ {\rm {km}}}.

### Vitesse du satellite
À partir de la seconde loi de Newton et de la loi de la gravitation universelle on peut écrire :
{\displaystyle {\frac {m_{s}\times v^{2}}{R_{T}+h}}={\frac {G\times M_{T}\times m_{s}}{(R_{T}+h)^{2}}}}
d'où 
{\displaystyle v={\sqrt {\frac {G\times M_{T}}{R_{T}+h}}}}
Pour {\displaystyle h=35\;784\ {\rm {km}}} on obtient : {\displaystyle v=3,074\ {\rm {km\cdot s^{-1}}}}, soit {\displaystyle v=3\;074\ {\rm {m\cdot s^{-1}}}}
Autre méthode de calcul :
{\displaystyle V={\frac {2\pi \times R}{T}}}
où {\displaystyle R} est la distance du centre de la Terre au satellite (en mètres), soit :
{\displaystyle R=R_{T}+h} : rayon de la Terre {\displaystyle R_{T}} + altitude du satellite {\displaystyle h}
et {\displaystyle T} est la période des satellites géostationnaires soit 86\;164 s
{\displaystyle V={\frac {2\pi \times 4,2162\cdot 10^{7}}{86\;164}}=3\;074\ {\rm {{m\cdot s^{-1}}=11\;068\ {\rm {km\cdot h^{-1}}}}}}

### Orbite «géostationnaire» de Mars
En utilisant les mêmes formules, on peut déterminer l'altitude de l'orbite aréostationnaire, équivalent autour de la planète Mars de l'orbite géostationnaire. La planète a un diamètre beaucoup plus faible et une densité plus faible que la Terre. Le produit G x M a une valeur de 4,283 × 1012 contre 3,986 × 1013 pour la Terre. Il en résulte que l'altitude de l'orbite aréostationnaire est à 17 039 kilomètres. En date de 2022, des projets de satellites de télécommunications en orbite aréostationnaire ont été étudiés mais aucun n'a reçu un début de concrétisation.

## Protection de l'orbite géostationnaire terrestre
Pour limiter la multiplication du volume des débris spatiaux, les principales agences spatiales — ASI (Italie), CNES (France), CNSA (Chine), Agence spatiale canadienne (Canada), DLR (Allemagne), Agence spatiale européenne (Europe), ISRO (Inde), JAXA (Japon), KARI (Corée du Sud), NASA (États-Unis), Roscosmos (Russie), NKAU (Ukraine) et UK Space Agency (Royaume-Uni) — adhèrent à l'Inter-Agency Space Debris Coordination Committee (IADC), créé en 1993 pour faciliter l'échange de données sur les débris spatiaux, mener des études techniques (modélisation du comportement des débris en orbite, étude technique des systèmes de blindage), réaliser des campagnes d'observation et établir des recommandations. Ce comité a établi un recueil de principes à appliquer, Space Debris Mitigation Guidelines (IADC-02-01, Rev. 2007), qui a été validé la même année par les 69 pays membres du Comité des utilisations pacifiques de l'espace extra-atmosphérique (COPUOS) consacré aux activités spatiales. Le comité scientifique et technique du COPUOS a établi et publié en 2009 son propre recueil de règles, Space Debris Mitigation Guidelines of the Scientific and Technical Subcommittee of the Committee on the Peaceful Uses of the Outer Space (A/AC.105/890, 2009).
Les préconisations portent plus particulièrement sur les orbites basses dont l'altitude est inférieure à 2 000 kilomètres et sur l'orbite géostationnaire et son voisinage (altitude : 36 000 km ± 300 km). Selon ces préconisations, le satellite en orbite géostationnaire doit être déplacé en fin de vie vers une orbite de rebut où il ne risque pas de croiser l'orbite d'un engin opérationnel. L'orbite de rebut débute à 235 km au-dessus de l'orbite géostationnaire (en pratique 300 kilomètres). En pratique, pour que ces consignes puissent être appliquées dans le cas d'un satellite, il faut que la mission ait été conçue de manière que le satellite dispose de suffisamment de carburant en fin de mission, ce qui exclue de nombreuses missions lancées antérieurement à l'implémentation de ces règles. Par ailleurs, le changement d'orbite se produit longtemps après la mise en orbite et le satellite a pu tomber en panne ou ses équipements peuvent être trop dégradés pour lui permettre de changer d'orbite. Enfin, aucune obligation n'est imposée aux opérateurs gérant ces satellites : entre 1997 et 2000, 22 des 58 satellites géostationnaires ont été abandonnés, et, pour 20 d'entre eux, l'orbite n'a pas été modifiée de manière à éviter tout risque.
Le 2 octobre 2023, la FCC a infligé pour la première fois une amende à une société pour n'avoir pas respecté la procédure de désorbitation d'un satellite géostationnaire.

## Corps céleste naturel en orbite géostationnaire
Aucun corps céleste naturel (astéroïde, etc.) ne gravite sur l'orbite géostationnaire de la Terre, mais le cas existe ailleurs dans le système solaire : l'orbite géostationnaire de Pluton contient la lune Charon. Ce cas est néanmoins particulier dans la mesure où la vitesse de rotation de Pluton est influencée par la période de révolution orbitale de Charon via le phénomène de verrouillage gravitationnel (aussi appelé rotation synchrone).

## Désignation alternative
Elle est parfois appelée orbite de Clarke ou ceinture de Clarke, en l'honneur de l'auteur britannique de science-fiction Arthur C. Clarke, le premier à émettre l'idée d'un réseau de satellites utilisant cette orbite.